# Discografia de Evanescence
Esta é a discografia do Evanescence, uma banda americana de metal alternativo. A banda lançou três álbuns de estúdio, um álbum ao vivo, três EP e  11 singles. Estima-se que o grupo tenha vendido mais de 25 milhões de discos ao redor do mundo.
A banda foi formada em 1995 na cidade de Little Rock, Arkansas pela vocalista Amy Lee e o guitarrista Ben Moody, sendo que atualmente o grupo possui cinco membros. Após os anos iniciais, eles lançaram o álbum de estreia Fallen (2003), e atingiram um enorme sucesso comercial através de singles como: "Bring Me to Life", "My Immortal" e "Going Under". O disco alcançou a terceira posição na Billboard 200 e vendeu sozinho mais de 17 milhões de cópias.
Após o encerramento de uma longa turnê, o grupo retornou ao estúdio para gravar The Open Door, disco de 2006 que estreou no primeiro lugar em cinco paradas internacionais, incluindo a Billboard 200, além da canção de sucesso "Call Me When You're Sober". O disco vendeu até então mais de seis milhões de cópias e foi sucedido pelo terceiro álbum da banda, Evanescence (2011) que gerou os famosos singles "What You Want" e "Lost in Paradise". Atualmente o grupo está em hiato desde a conclusão da última turnê mundial, e ainda não anunciaram um retorno ao cenário musical.

## Álbuns

### Álbuns de estúdio
| 2003                                                              | Fallen - Lançado: 4 de março de 2003 - Gravadora: Wind-up Records/EMI - Formatos: CD, download digital          | 3  | 1  | 16 | 1  | 1 | 2  | 2  | 69 | 7  | 2 | 3  | 2  | 2 | 1  | 3  | - Vendas: 17 milhões de cópias - - 7× Platina - - 7× Platina - - 6× Platina - - 5× Platina - - 2× Platina - - 4× Platina - - 5× Ouro |
| 2006                                                              | The Open Door - Lançado: 3 de outubro de 2006 - Gravadora: Wind-up Records/EMI - Formatos: CD, download digital | 1  | 2  | 2  | 3  | 1 | 2  | 2  | 5  | —  | — | 2  | 2  | 1 | 2  | 3  | - Vendas: 5 milhões de cópias - - 2× Platina - - 2× Platina - - 2× Platina - - Platina - - Platina - - Ouro - - Ouro - - Platina     |
| 2011                                                              | Evanescence - Lançado: 11 de outubro de 2011 - Gravadora: Wind-up Records/EMI - Formatos: CD, download digital  | 1  | 2  | 4  | 1  | 5 | 3  | 14 | 10 | —  | 5 | 5  | 8  | 4 | 4  | 19 | - Vendas: 1 milhão de cópias - - Ouro - - Ouro - - Ouro - - Ouro                                                                     |
| 2017                                                              | Synthesis - Lançado: 10 de novembro de 2017 - Gravadora: BMG - Formatos: CD, download digital                   | 8  | 16 | 23 | 11 | 6 | 20 | 23 | 20 | 9  | 5 | 25 | 58 | 9 | 11 | —  | |
| 2021                                                              | The Bitter Truth - Lançado: 26 de março de 2021 - Gravadora: BMG - Formatos: CD, download digital               | 11 | 14 | 4  | —  | 3 | —  | 15 | 16 | 40 | 2 | 20 | 34 | 1 | 5  | —  | |
| "—" denota álbuns lançados que não entraram nas paradas musicais. | |    |    |    |    |   |    |    |    |    |   |    |    |   |    |    | |

### Álbuns ao vivo
| 2004                                                              | Anywhere but Home - Lançado: 23 de novembro de 2004 - Gravadora: Wind-up Records/EMI - Formato: CD/DVD  | 39 | 6 | 33 | 40 | 1 | 19 | 22 | 10 | 10 | - Vendas: 1 milhão de cópias - - Ouro - - 5× Platina - - Ouro - - Ouro |
| 2018                                                              | Synthesis Live - Lançado: 12 de Outubro de 2018 - Gravadora: Eagle Rock Entertainment - Formato: CD/DVD | —  | — | —  | —  | — | 51 | —  | —  | —  |                                                                        |
| "—" denota álbuns lançados que não entraram nas paradas musicais. | |    |   |    |    |   |    |    |    |    |                                                                        |

### Álbuns demo
| Título | Detalhes do álbum                                                                 |
| ------ | --------------------------------------------------------------------------------- |
| Origin | - Lançamento: 4 de novembro de 2000 - Gravadora: Bigwig Enterprises - Formato: CD |

### Extended plays
| Título       | Detalhes do álbum                                                              |
| ------------ | ------------------------------------------------------------------------------ |
| Evanescence  | - Lançamento: dezembro de 1998 - Gravadora: Bigwig Enterprises - Formato: CD   |
| Sound Asleep | - Lançamento: agosto de 1999 - Gravadora: Bigwig Enterprises - Formato: CD     |
| Mystary      | - Lançamento: 14 de janeiro de 2003 - Gravadora: Wind-up Records - Formato: CD |

### Coletâneas
| Título         | Detalhes do álbum                                                                                        |
| -------------- | --- |
| The Collection | - Lançamento: 2 de dezembro de 2011 - Gravadora: Wind-up Records - Formato: Download digital             |
| Lost Whispers  | - Lançamento: 18 de fevereiro de 2017 - Gravadora: Concord Bicycle Music - Formato: LP, Download digital |

## Singles
| Single                                                                        | Ano  | Melhores posições nas paradas | Melhores posições nas paradas | Melhores posições nas paradas | Melhores posições nas paradas | Melhores posições nas paradas | Melhores posições nas paradas | Melhores posições nas paradas | Melhores posições nas paradas | Melhores posições nas paradas | Melhores posições nas paradas | Certificações                                                           | Álbum         |
| Single                                                                        | Ano  | EUA                           | AUS                           | AUT                           | CAN                           | FRA                           | ALE                           | HOL                           | NZ                            | SUI                           | RU                            | Certificações                                                           | Álbum         |
| ----------------------------------------------------------------------------- | ---- | ----------------------------- | ----------------------------- | ----------------------------- | ----------------------------- | ----------------------------- | ----------------------------- | ----------------------------- | ----------------------------- | ----------------------------- | ----------------------------- | ----------------------------------------------------------------------- | ------------- |
| "Bring Me to Life"                                                            | 2003 | 5                             | 1                             | 3                             | 3                             | 5                             | 2                             | 10                            | 3                             | 6                             | 1                             | - EUA: 3× Platina - AUS: 2× Platina - FRA: Ouro - ALE: Ouro - SUI: Ouro | Fallen        |
| "Going Under"                                                                 | 2003 | 104                           | 14                            | 14                            | 14                            | 16                            | 15                            | 16                            | 4                             | 13                            | 8                             | - AUS: Ouro                                                             | Fallen        |
| "My Immortal"                                                                 | 2003 | 7                             | 4                             | 11                            | 1                             | 11                            | 5                             | 7                             | 2                             | 7                             | 7                             | - EUA: Platina - AUS: Platina                                           | Fallen        |
| "Everybody's Fool"                                                            | 2004 | —                             | 23                            | —                             | —                             | —                             | —                             | 35                            | —                             | 35                            | 24                            | —                                                                       | Fallen        |
| "Call Me When You're Sober"                                                   | 2006 | 10                            | 5                             | 7                             | 5                             | 20                            | 13                            | 27                            | 3                             | 6                             | 4                             | - EUA: Platina - AUS: Ouro                                              | The Open Door |
| "Lithium"                                                                     | 2007 | 124                           | 26                            | 41                            | —                             | —                             | 44                            | 55                            | 16                            | 40                            | 32                            | —                                                                       | The Open Door |
| "Sweet Sacrifice"                                                             | 2007 | —                             | —                             | —                             | —                             | —                             | 75                            | —                             | —                             | —                             | —                             | —                                                                       | The Open Door |
| "Good Enough"                                                                 | 2007 | —                             | —                             | —                             | —                             | —                             | —                             | —                             | —                             | —                             | —                             | —                                                                       | The Open Door |
| "What You Want"                                                               | 2011 | 68                            | 86                            | —                             | 55                            | —                             | 84                            | —                             | —                             | —                             | 72                            | —                                                                       | Evanescence   |
| "My Heart Is Broken"                                                          | 2011 | —                             | —                             | 36                            | —                             | —                             | 92                            | —                             | —                             | —                             | —                             | —                                                                       | Evanescence   |
| "Lost in Paradise"                                                            | 2012 | 99                            | —                             | 71                            | 89                            | —                             | —                             | —                             | —                             | 39                            | 174                           | —                                                                       | Evanescence   |
| "—" denotam singles que não entraram nas paradas musicais do respectivo país. |      |                               |                               |                               |                               |                               |                               |                               |                               |                               |                               |                                                                         |               |

### Singles promocionais
| Single                | Ano  | Posições nas paradas | Posições nas paradas | Álbum             |
| Single                | Ano  | EUA                  | CAN                  | Álbum             |
| --------------------- | ---- | -------------------- | -------------------- | ----------------- |
| "Imaginary"           | 2004 | —                    | —                    | Fallen            |
| "Missing"             | 2004 | —                    | —                    | Anywhere but Home |
| "Weight of the World" | 2007 | —                    | —                    | The Open Door     |
| "Together Again"      | 2010 | 103                  | 86                   | Single sem álbum  |
| "Made of Stone"       | 2012 | —                    | —                    | Evanescence       |
| "The Other Side"      | 2012 | —                    | —                    | Evanescence       |

## Outras aparições
| Ano  | Título             | Álbum                 |
| ---- | ------------------ | --------------------- |
| 1998 | "Understanding"    | RIM v.beta            |
| 2000 | "Whisper"          | We the Living, Vol. 3 |
| 2001 | "Whisper"          | Automata 3.0          |
| 2003 | "Bring Me to Life" | Daredevil: The Album  |
| 2003 | "My Immortal       | Daredevil: The Album  |
| 2005 | "Breathe No More"  | Elektra: The Album    |
| 2012 | "Made of Stone"    | Underworld: Awakening |
| 2012 | "New Way to Bleed" | The Avengers          |

## Videografia

### Vídeos musicais
| Título                      | Ano  | Diretor(es)         |
| --------------------------- | ---- | ------------------- |
| "Bring Me to Life"          | 2003 | Philipp Stölzl      |
| "Going Under"               | 2003 | Philipp Stölzl      |
| "My Immortal"               | 2003 | David Mouldy        |
| "Everybody's Fool"          | 2004 | Philipp Stölzl      |
| "Call Me When You're Sober" | 2006 | Marc Webb           |
| "Lithium"                   | 2006 | Paul Fedor          |
| "Sweet Sacrifice"           | 2007 | P. R. Brown         |
| "Good Enough"               | 2007 | Marc Webb, Rich Lee |
| "What You Want"             | 2011 | Meiert Avis         |
| "My Heart Is Broken"        | 2012 | Dean Karr           |
| "Lost in Paradise"          | 2013 | Blake Judd          |